# NGC 7485
NGC 7485 is een lensvormig sterrenstelsel in het sterrenbeeld Pegasus. Het hemelobject werd op 19 augustus 1828 ontdekt door de Britse astronoom John Herschel.

## Synoniemen
- UGC 12360
- MCG 6-50-22
- ZWG 515.24
- PGC 70470